# Arnold Deutz
Arnold Deutz (* 15. Oktober 1810 in Aachen; † 14. Juni 1884 ebenda) war ein deutscher Fabrikant und Politiker.

## Leben
Arnold Deutz war ein Tuchfabrikant in Aachen sowie Vorsitzender des dortigen Gewerbegerichts. Er war außerdem Stadtverordneter in Aachen und von 1865 bis 1870 Mitglied des Preußischen Abgeordnetenhauses. Zunächst war er fraktionslos, gehörte jedoch von 1866 bis 1870 zur Fraktion des Linken Zentrums. Von 1867 bis 1871 war er außerdem Abgeordneter im Reichstag des Norddeutschen Bundes für den Wahlkreis Aachen 5 (Stadt Aachen). In dieser Eigenschaft war er gleichzeitig auch Mitglied des Zollparlaments. Er war zunächst fraktionslos, gehörte jedoch später im Reichstag der Fraktion der Freien Vereinigung an.
Darüber hinaus saß er im Aufsichtsrat des Aachener Anzeigers des Verlegers Joseph La Ruelle und war Mitglied im Club Aachener Casino.